# Daniel Norling
Daniel Norling, né le 16 janvier 1888 à Stockholm et décédé le 28 août 1958 à Malmö est un gymnaste et cavalier suédois.
Il a participé à trois éditions des Jeux olympiques, en 1908, 1912 et 1920. Au total, il remporte trois médailles d'or dont deux à des épreuves de gymnastique par équipes en 1908 et 1912 et une au concours de saut d'obstacles par équipes en 1920.
Il est le frère d'Axel Norling.